# Bronisław Budzyński
Bronisław Budzyński (ur. 17 października 1888 w Czystochlebie, zm. 4 stycznia 1951 w Sopocie) – polski działacz związany z Wolnym Miastem Gdańskiem, prezes Gminy Polskiej Związku Polaków (1937–1939), kupiec. 

## Życiorys
Do szkół powszechnych uczęszczał we Wrześni i Miłosławiu; ukończył następnie Gimnazjum Marii Magdaleny w Poznaniu, będąc w czasie nauki członkiem konspiracyjnych organizacji „Iskra” i „Ogniwo”. Po złożeniu matury pracował krótko w Poznaniu, Wrocławiu, Berlinie i Hamburgu. W Gdańsku osiadł w 1907. Należał do założycieli Towarzystwa Młodzieży Kupieckiej w Gdańsku (1908) i trzykrotnie pełnił w nim funkcję prezesa. Od 1919 prowadził w Gdańsku własne przedsiębiorstwo handlu zbożem, w 1936 przeszedł na stanowisko drugiego dyrektora Polskiej Centrali Rolnej w Gdańsku, w 1930 został dyrektorem przedsiębiorstwa polskiego Państwowe Zakłady Przemysłowo-Zbożowe. Był ponadto członkiem zarządu Polskiego Biura Eksportu Zboża w Wolnym Mieście Gdańsku oraz członkiem Związku Popierania Gdańsko-Polskich Stosunków Gospodarczych.
W latach 1921–1927 sprawował mandat radnego Rady Miejskiej Gdańska. Był posłem do Volkstagu I, II i VI kadencji (1920–1927; 1935–1939). W składzie Volkstagu I kadencji, wybranego pierwotnie jako Zgromadzenie Ustawodawcze, znalazł się z nominacji Gdańskiej Rady Ludowej. Na forum Volkstagu występował w obronie praw ludności polskiej Wolnego Miasta Gdańska i współpracował z Komisarzem Generalnym RP w Gdańsku. W marcu 1938 uczestniczył w berlińskim Kongresie Polaków w Niemczech, na którym przedstawił przypadki łamania praw ludności polskiej w Gdańsku.
Od 1933 pełnił obowiązki wicemarszałka Rady Naczelnej Związku Polaków w Wolnym Mieście Gdańsku, w latach 1936–1937 był prezesem Związku, następnie – po zjednoczeniu polskich organizacji gdańskich – był prezesem Gminy Polskiej Związku Polaków (1937–1939). Krótko przed wybuchem wojny wyjechał do Polski, przez cała okupację ukrywając się pod przybranym nazwiskiem w okolicy Legionowa. Po wojnie zamieszkał w Sopocie. 28 czerwca 1946 brał udział w procesie Arthura Greisera jako świadek. 
Po II wojnie światowej działał w Stronnictwie Demokratycznym, m.in. jako prezes Komitetu Wojewódzkiego w Gdańsku. Zasiadał też w Prezydium Miejskiej Rady Narodowej Sopotu oraz był radnym gdańskiej Wojewódzkiej Rady Narodowej. Został odznaczony m.in. Złotym Krzyżem Zasługi (dwukrotnie, w tym w 1935) oraz krzyżem Orderu Odrodzenia Polski. Został pochowany na cmentarzu katolickim w Sopocie (kwatera B6-A-5).

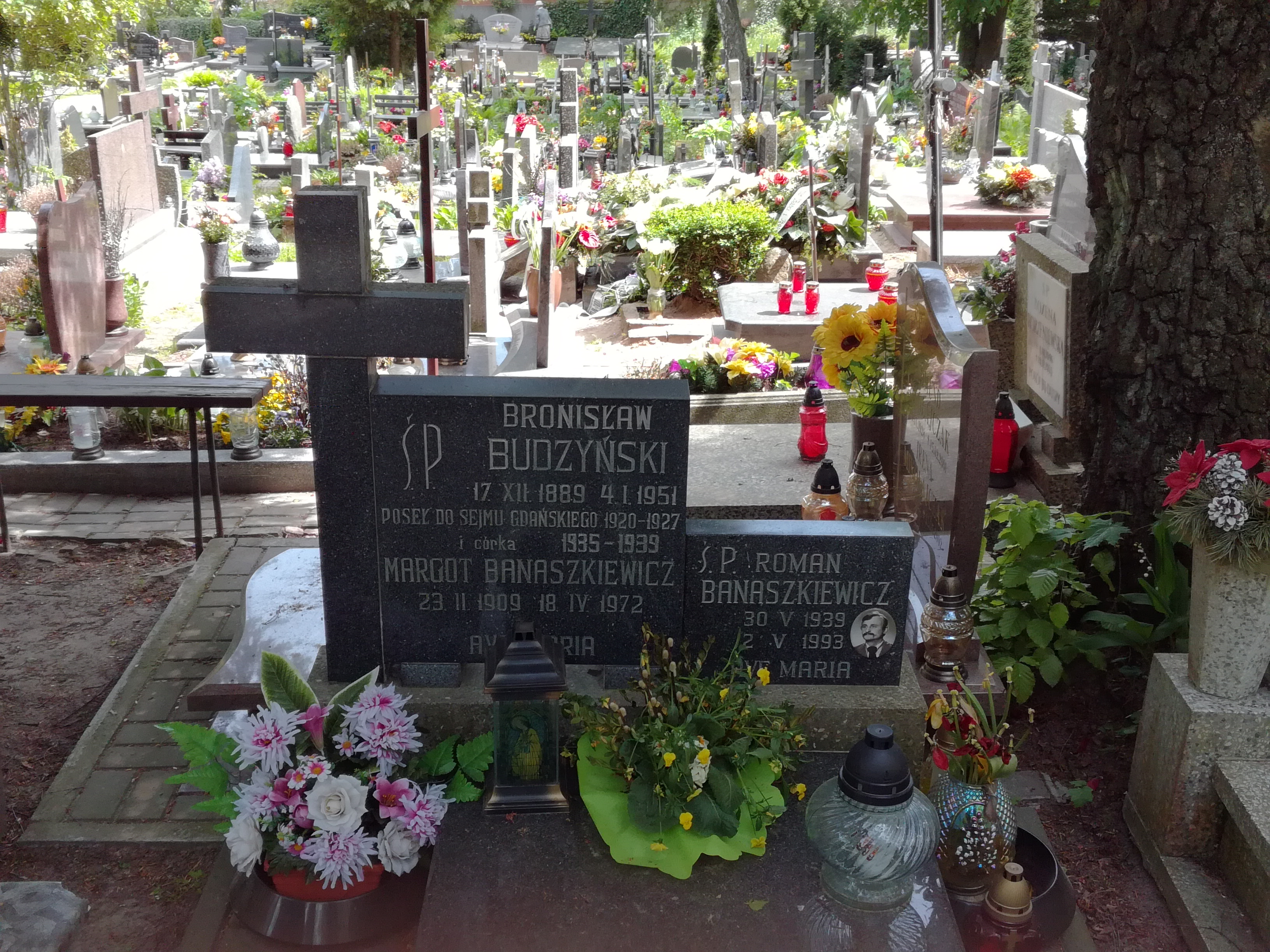
Grób Bronisława Budzyńskiego na cmentarzu katolickim w Sopocie